# Окунь жовтий
О́кунь жо́втий (Perca flavescens) — прісноводна риба родини окуневих родом з Північної Америки. Популярний об'єкт комерційної та аматорської риболовлі.

## Опис
Жовтий окунь досягає в середньому 30-35 см в довжину, вага дорослих особин до 500 г. Офіційно задокументований світовий рекорд — окунь вагою 1,3 кг, впійманий в 1865 році в річці Делавар (США). Дорослі самиці звичайно більші за самців. Забарвлення загалом витримане в жовто-зелених тонах: спина темно-зелена, з переходом в деяких популяціях до золотисто-коричневої; боки жовті, жовто-зелені або мідно-зелені, з 6-9-ма вертикальними темними смугами; черево біле або (рідше) світло-жовте. У самців під час нересту забарвлення яскравішає, а анальний та черевні плавці тимчасово набувають оранжево-червоного забарвлення.
Тіло в жовтого окуня овальне в поперечному перерізі; бокова лінія займає 57-62 луски, спинний плавець містить 12-13 променів, анальний — 7-8. Голова трохи увігнута поза очима, складає враження горбатої; щоки вкриті 8-10-ма рядами видовжених лусок.

## Поширення
Цей вид розповсюджений в Північній Америці від північного сходу Канади до північного заходу США, через центральну та південну Канаду, район Великих Озер, до штату Південна Кароліна в США. Також цей вид був розселений людиною на південному заході США та в Британській Колумбії на заході Канади.
Жовтий окунь є досить екологічно гнучким видом: мешкає як в швидкоплинних річках, так і в непротічних ставках та озерах; втім, всюди намагається триматись серед водяної рослинності. Ці риби віддають перевагу мілководдям, зазавичай зустрічаються на глибині не більше 15 м, рідше — біля дна.

## Харчування
Цей вид є виключним хижаком, що харчується невеликими рибами, водяними комахами, ракоподібними та молюсками. Здобич знаходить за допомогою зору, тож полює майже винятково в світлий час доби, з двома піками харчування — вранці та ввечері; значну частину здобичі складають личинки поденок так бабок, особливо в травні-липні. Молоді жовті окуні споживають багато зоопланктону, а дорослі — молодь лососів, корюшку, і навіть молодь свого виду.

## Розмноження
Нерест відбувається один раз на рік на початку весни, майже одразу після сходження льоду, звичайно вночі та рано-вранці. окуні жовті не будують нерестових гнізд — ікра відкладається на будь-яку підводну рослинність, корчі та корені. Ікринки зібрані в смуги бурштинового кольору і занурені в досить щільну слизову масу, що захищає їх від інфекційних уражень та дрібних безхребетних хижаків. Самиці різного розміру можуть відкладати від 10 до 40 тисяч ікринок. При нересті за одною самицею переміщуються від 2 до 25 самців, що запліднюють відкладену нею ікру. Розвиток ікри триває 12-21 добу, залежно від температури води (в теплій воді вона розвивається швидше).
Молоді жовті окуні формують зграї в зарослих водяною рослинністю неглибоких місцях, багатих на зоопланктон та дрібних безхребетних. При цьому мальки жовтого окуня стають важливим харчовим ресурсом для рибоїдних птахів (зокрема, бакланів) та більших риб. Протягом першого року життя жовтий окунь виростає до 7,5-8 см.

## Систематика
Окунь жовтий загалом схожий на окуня звичайного, відрізняючись від нього меншими розмірами, ширшим ротом та жовтими, а не червоними хвостовим, анальним та черевними плавцями. Цей вид анатомічно та екологічно настільки близький до європейського звичайного окуня (Perca fluviatilis), що деякі дослідники вважають його підвидом останнього, називаючи в цьому випадку Perca fluviatilis flavescens. Спорідненість цих видів підтверджується також і тим, що вони при гібридизації можуть давати життєздатних нащадків.